# یوکه کانگاسکورپی
یوکه کانگاسکورپی (فنلاندی: Jokke Kangaskorpi; ۲ مارس ۱۹۷۲ – ۱ مهٔ ۲۰۰۹) بازیکن فوتبال اهل فنلاند بود.
وی همچنین در تیم ملی فوتبال فنلاند بازی کرده‌است.